# Вайент, Александр Хельвиг
Александр Хельвиг Вайент (англ. Alexander Helwig Wyant; 1836—1892) — американский художник-пейзажист, работавший в стиле тонализм. Художник в стиле Джорджа Иннесса, с которым он познакомился в Нью-Йорке.

## Биография
Родился 11 января 1836 года в городе Порт-Вашингтон, штат Огайо.
Впервые начал рисовать на берегу реки Огайо, когда он был в Цинциннати, штат Огайо. Его ранние работы были выполнены в стиле Школы реки Гудзон. Начав писать в городе Defiance, Вайент создавал свои первые работы недалеко от близлежащего города Порт-Вашингтон. В 1857 году он был впечатлен картинами Джорджа Иннесса на выставке в Цинциннати и вскоре уехал в Нью-Йорк для встречи с ним. Вернувшись в Цинциннати, Вайент заручился поддержкой  Nicholas Longworth и уехал учиться в Нью-Йорк в 1860 году. Вскоре в этом же году он отправился в Европу, посетив сначала Францию, а затем Германию. В Париже познакомился с работами Коро и Дюпре.
После двух лет пребывания в Цинциннати художник переехал в 1863 году в Нью-Йорк. Впервые экспонировался в Национальной академии дизайна в 1864 году. В 1868 году был избран её адъюнктом и в 1869 году — академиком в 1869 году. В 1865 году обучался в течение нескольких месяцев у норвежского художника Ханса Гуде в Дюссельдорфе и Карлсруэ (Германия). Кратко посетив Англию и Ирландию, снова вернулся в США, осел в Нью-Йорке. С 1867 года он почти ежегодно выставлял свои акварели и сыграл важную роль в создании Американского общества акварелистов.
Частичный инсульт, случившийся во время правительственной поездки в Аризону и Нью-Мексико в 1873 году, привел к параличу правой руки художника. Между 1874 и 1880 годами он работал в своей студии в Нью-Йорке и учился работать левой рукой. После женитьбы в 1880 году Вайент начал проводить бо́льшую часть своего времени в местечке Keene Valley, штат Нью-Йорк. В 1889 году переехал в город Arkville того же штата. Часто работал в горах Адирондак и Катскилл.
Умер 29 ноября 1892 года в Нью-Йорке.
Александр Хельвиг Вайент был членом Century Association. Участвовал во многих выставках — Национальной академии дизайна, Brooklyn Art Association, Boston Art Club, Пенсильванской академии изящных искусств, Чикагского института искусств и Метрополитен-музея.

## Труды
Работы художника находятся во многих музейных коллекциях, включая Национальный музей американского искусства, Бруклинский музей, Метрополитен-музей, Музей искусств Толидо, Tennessee State Museum, Dayton Art Institute, Kentucky Art Museum и Snite Museum of Art.

Некоторые работы
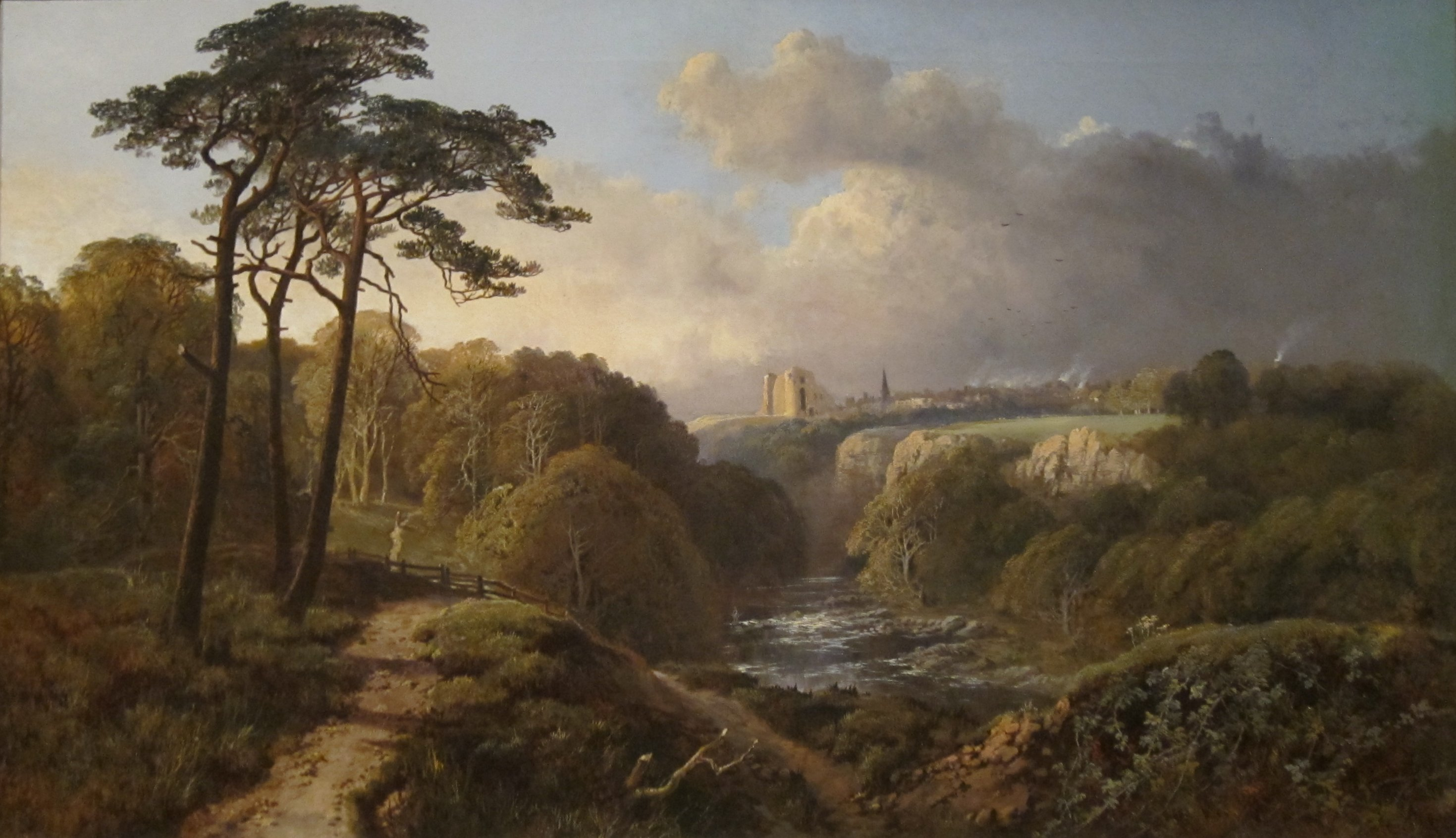
Derbyshire Landscape
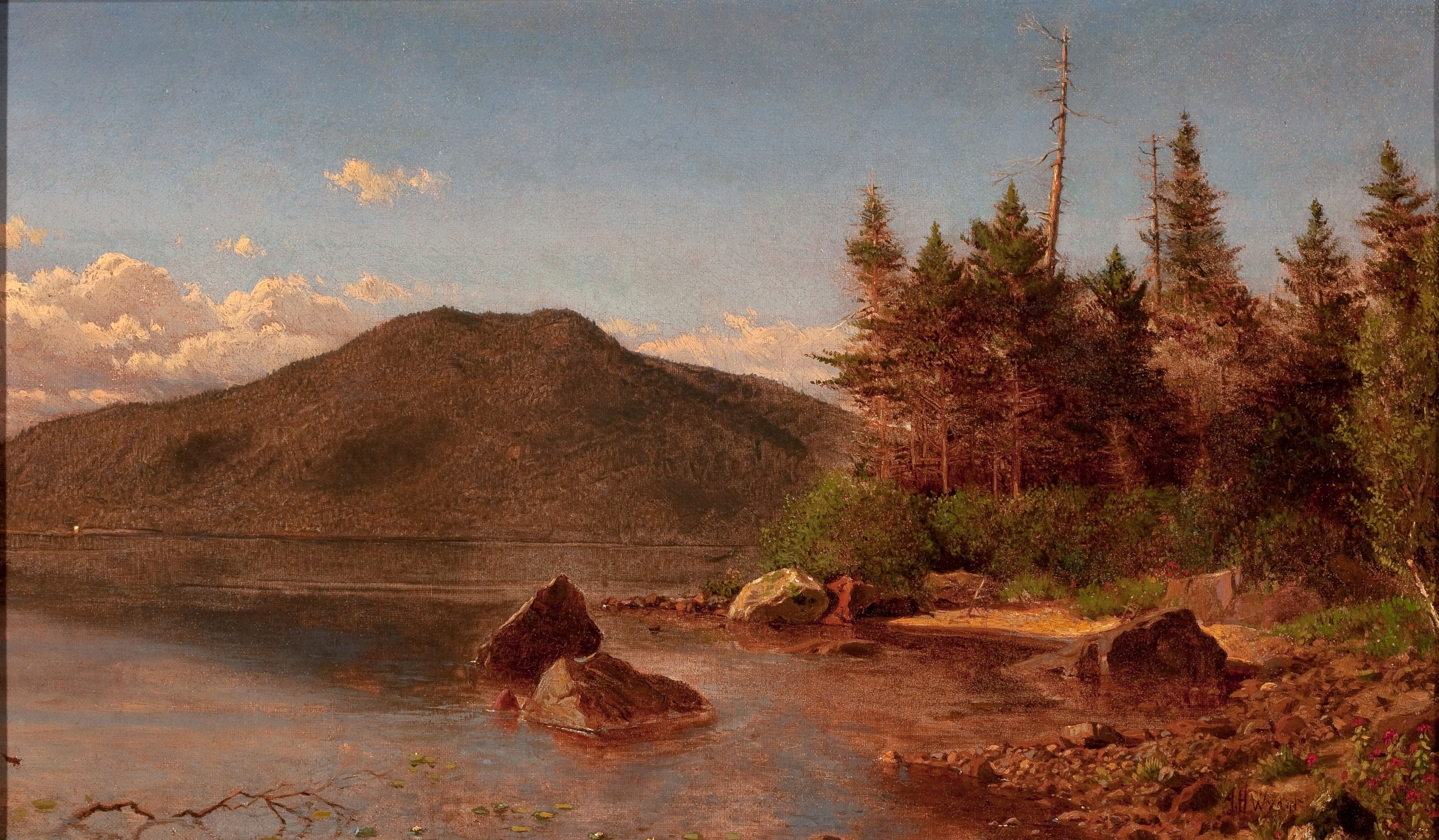
Adirondack Lake
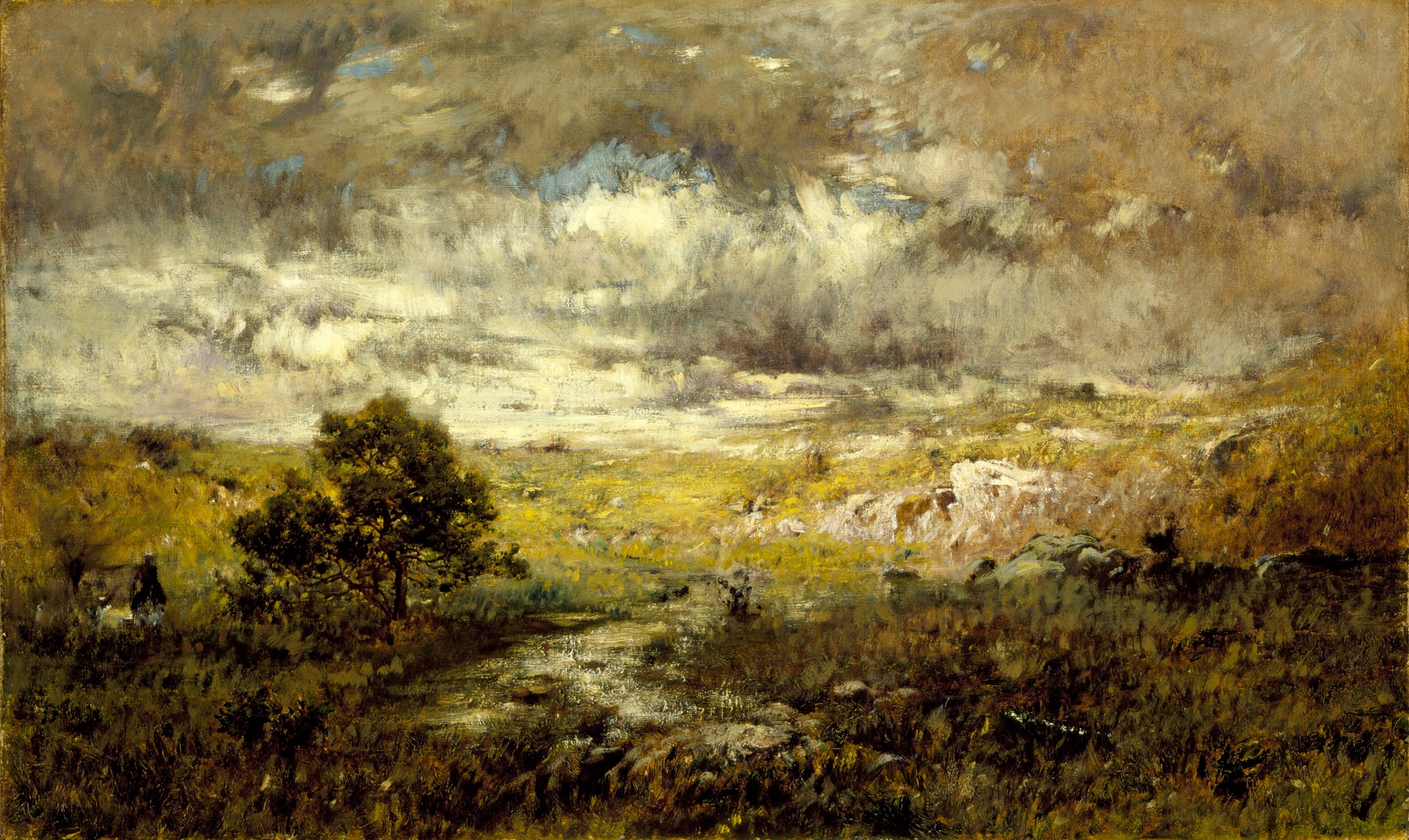
Any Man's Land
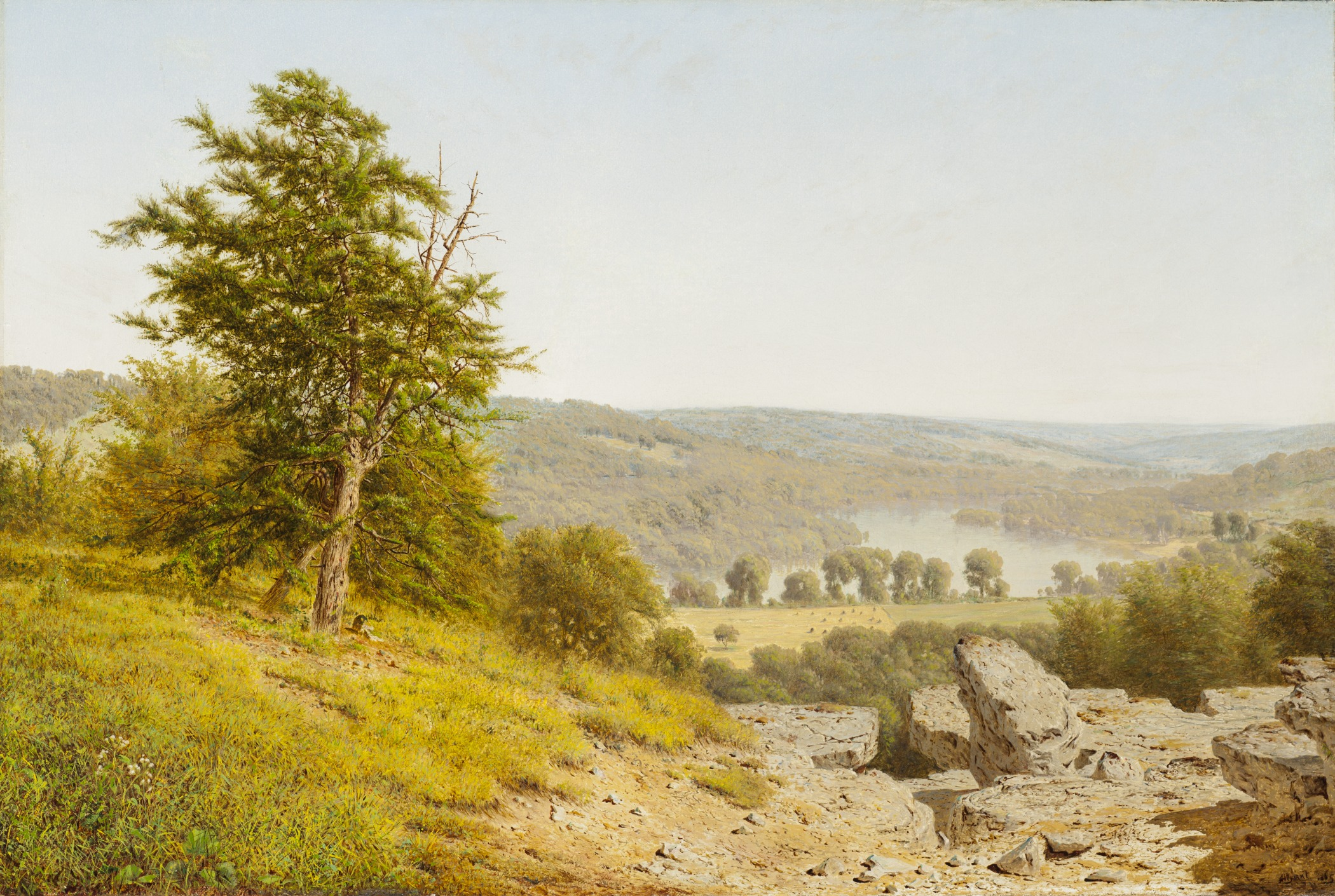
Landscape